# H.V. Clausen
Hans Victor Clausen (14. januar 1861 i Odense - 7. oktober 1937 i København) var en dansk historiker.

## Karriere
Hans forældre var farver og klædefabrikant Niels Julius Victor Clausen (1836-99) og Caroline Nielsen (1834-1919). Han blev student 1878 fra Odense Katedralskole, tog 1885 magisterkonferens i historie og kom 1887 til Frederiksberg Gymnasium, hvor han virkede fra 1916 som overlærer, fra 1919 som lektor, indtil han 1926 tog sin afsked. 1925 blev han Kommandør af 2. grad af Dannebrogordenen.
Han er begravet på Vestre Kirkegård.

## "Studier over Danmarks Oldtidsbebyggelse"
I 1916 skrev han afhandlingen "Studier over Danmarks Oldtidsbebyggelse" i Aarbøger for nordisk Oldkyndighed, hvor han på grundlag af det ældste stednavnsmateriale forsøgte at tegne et billede af landets bebyggelse (bygder) i folkevandringstiden og senere. Selvom flere af hans hypoteser har vist sig ikke at være holdbare, har dette værk inspireret forskningen helt op til nutiden.

## Indsats for Sønderjylland
Størst betydning fik han ved sin indsats i det sønderjyske spørgsmål. Sammen med historikeren Johan Ottosen stiftede han i 1887 foreningen "4 S" inden for Studentersamfundet som et modstykke til den tilsvarende forening inden for Studenterforeningen "To Løver". I 1888 udsendte han et sprogkort, som han senere ud fra sit kendskab til Mellemslesvig forsvarede mod tyske angreb i afhandlingen "Folkesproget i Sønderjylland" i Sønderjyske Aarbøger i 1892, og i 1890 udgav han en i sin tid kendt rejsehåndbog for Sønderjylland.
Endelig gav han i den store afhandling "Nordslesvig 1863-93" i Sønderjyske Aarbøger i 1894 en detaljeret oversigt over den nationale forskydning af ejendomsforholdene på landet bygget på et under hånden indsamlet mægtigt statistisk materiale, der siden opbevares i Rigsarkivet og kom til at spille en betydelig rolle i grænsestriden. Han kortlagde her den grænse mellem dansk og tysk, der i det store og hele skulle blive den endelige, kendt som "Clausen-linjen". Kortet blev i 1901 bragt i Haandbog i det nordslesvigske Spørgsmaals Historie, hvor han beskrev hvorledes, linjen faldt sammen både med de naturlige skel og med sindelaget.
Skønt han i 1918 tillige havde markeret den sydligste grænse, som han fandt "forsvarlig" - en forløber for "2. zone" (undtagen Flensborg), blev han dog stærkt angrebet, ikke mindst fordi Flensborg ikke var medtaget. Angrebene tiltog, da regeringen i 1919 sendte ham til Paris som sagkyndig rådgiver for den danske gesandt under fredsforhandlingerne. Folkeafstemningerne i 1920 gav hans bedømmelse medhold, og han modsatte sig den under forhandlingerne foreslåede "3. zone" (befolkningen i Sydslesvig fik aldrig lov til at stemme).

## Forfatterskab
- "Studier over Danmarks Oldtidsbebyggelse" (Aarbøger for nordisk Oldkyndighed 1916)
- "Kong Hugleik" (Danske Studier 1918; s. 137-149)